# Andrea Palladio
Andrea Palladio (phiên âm tiếng Ý: [anˈdrɛa palˈladjo]; 30 tháng 11 năm 1508 – 19 tháng 8 năm 1580) là một kiến trúc sư người Ý trong thời Cộng hòa Venezia. Palladio, với các ảnh hưởng từ kiến trúc La Mã cổ đại và kiến trúc Hy Lạp cổ đại, mà chủ yếu từ Vitruvius, được nhiều người coi là cá nhân có ảnh hưởng nhất trong lịch sử kiến trúc. Tất cả công trình của ông đều ở trong Cộng hòa Venetian, nhưng giáo lý của ông, tóm tắt trong bài luận kiến trúc, The Four Books of Architecture, mang lại cho ông sự công nhận rộng rãi. Thành phố Vicenza và Palladian Villas of the Veneto hiện nay đều được UNESCO coi là di sản thế giới.

## Tham khảo

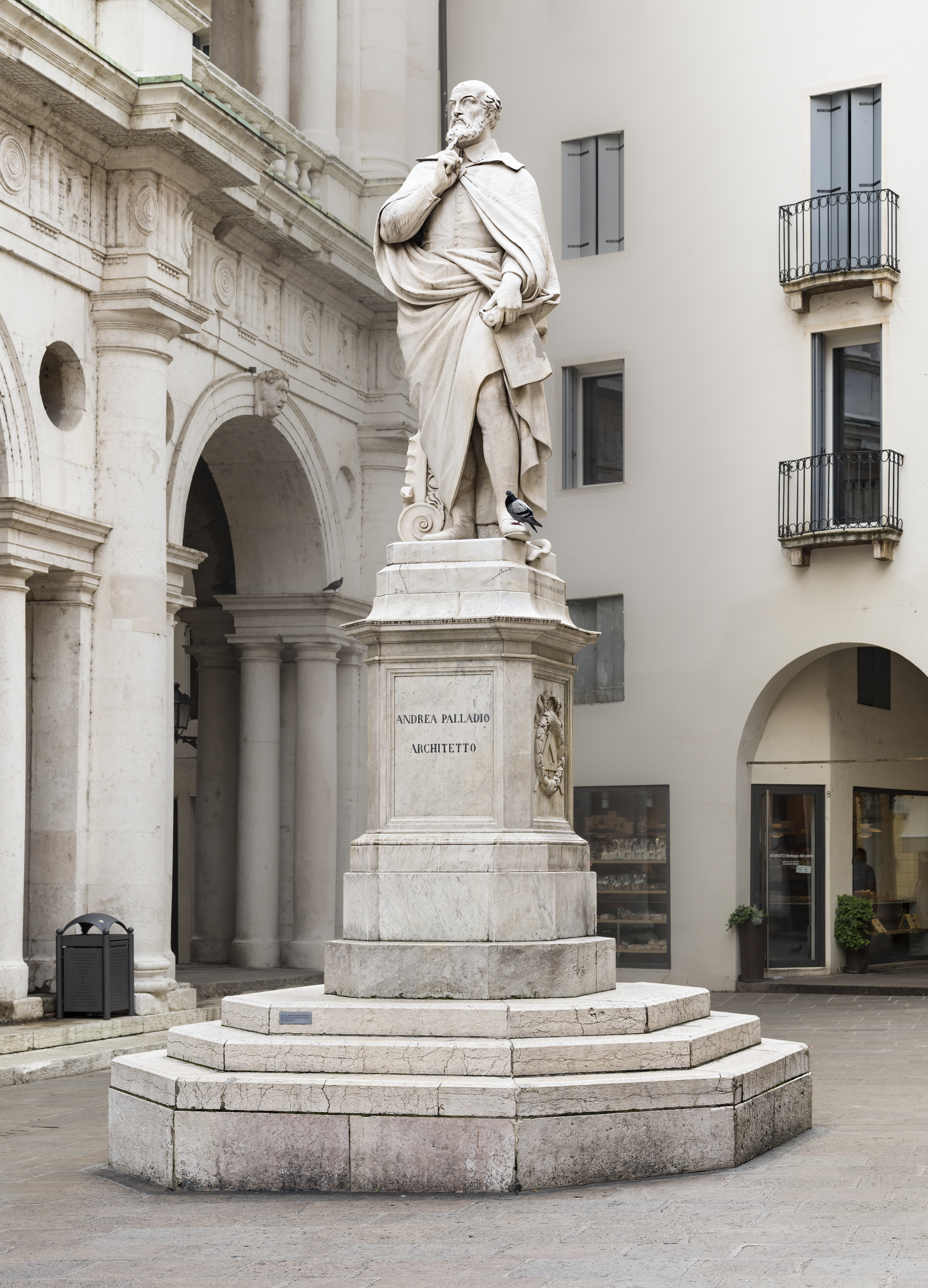
Andrea Palladio
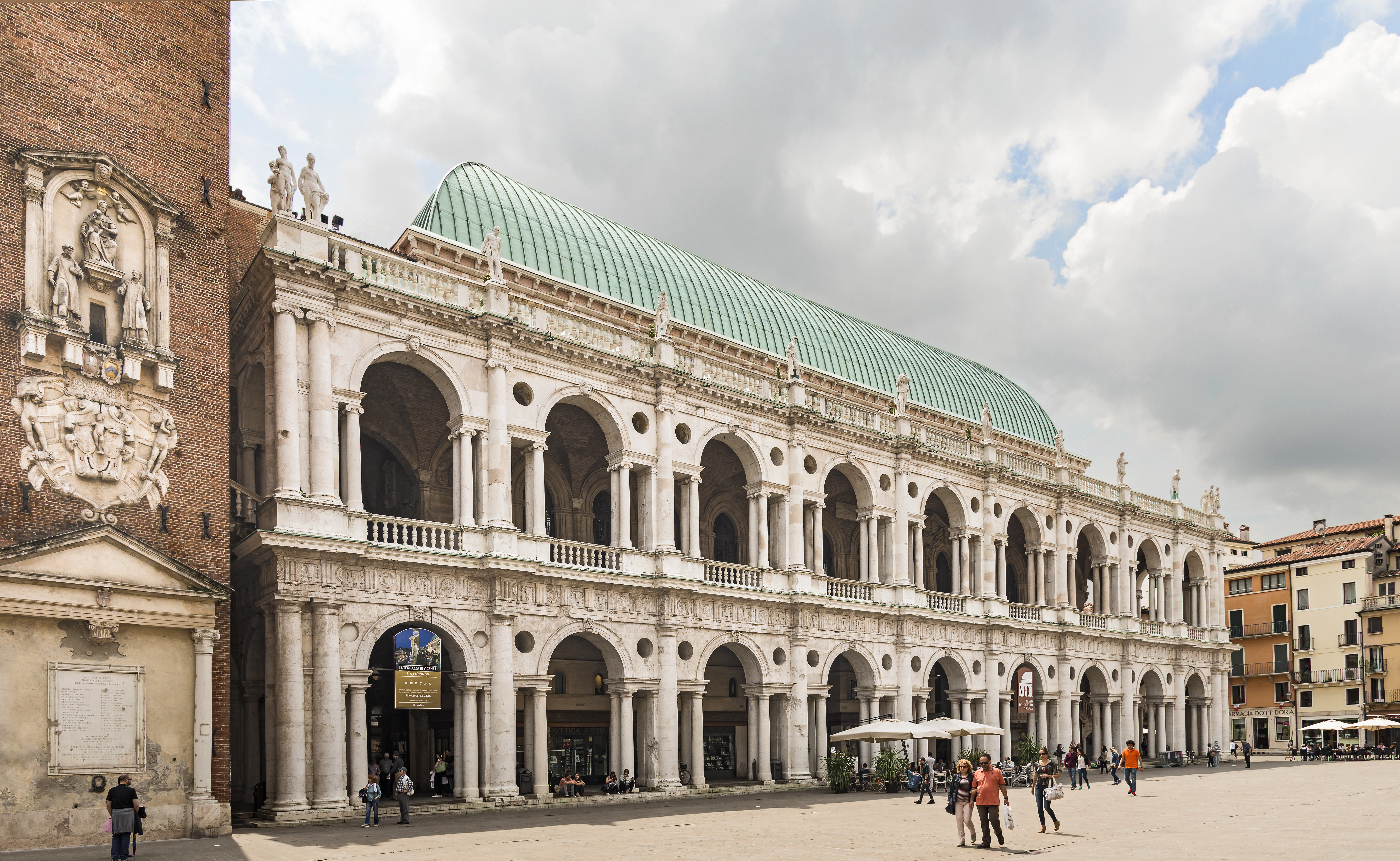
Basilica Palladiana
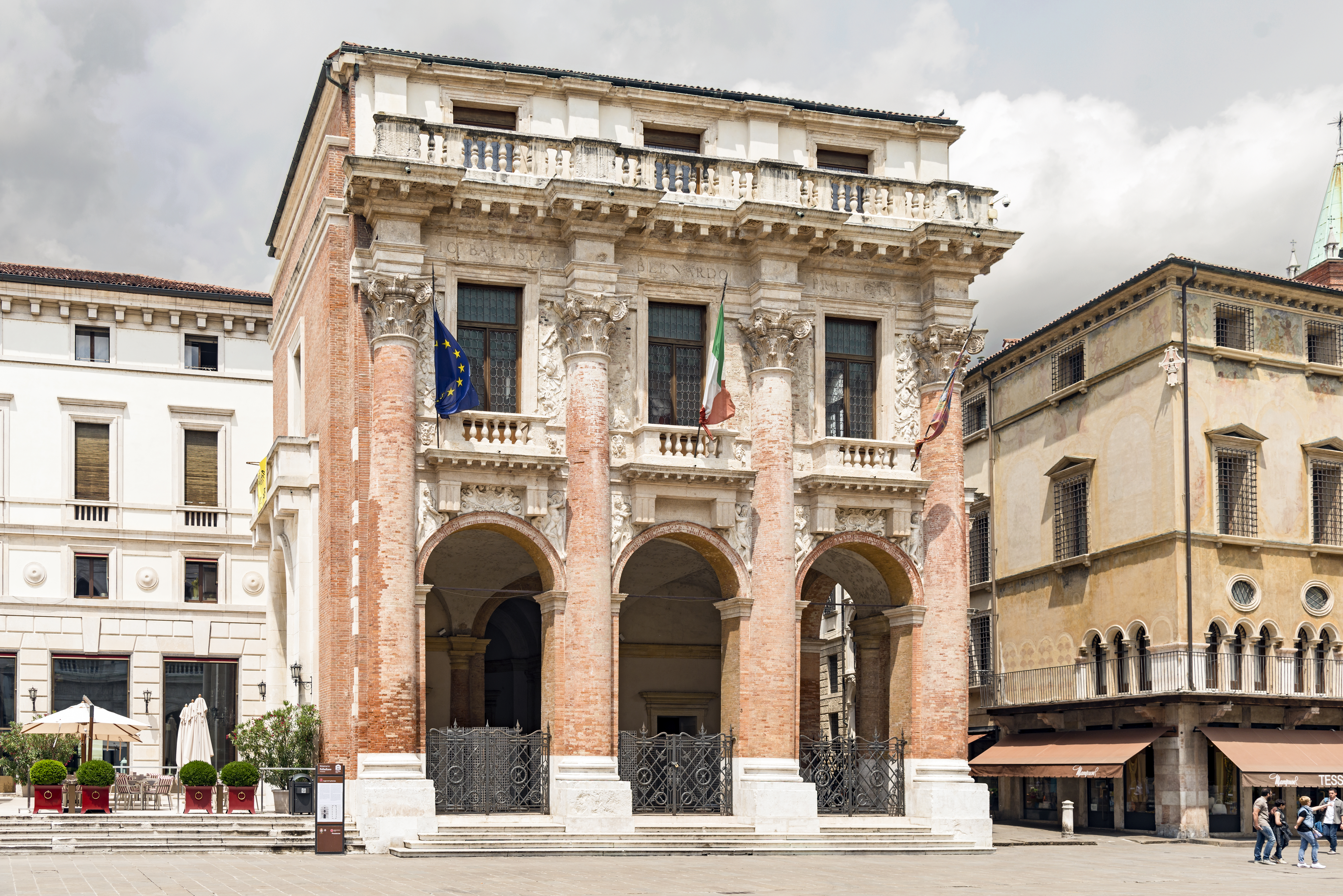
Palazzo del Capitanio
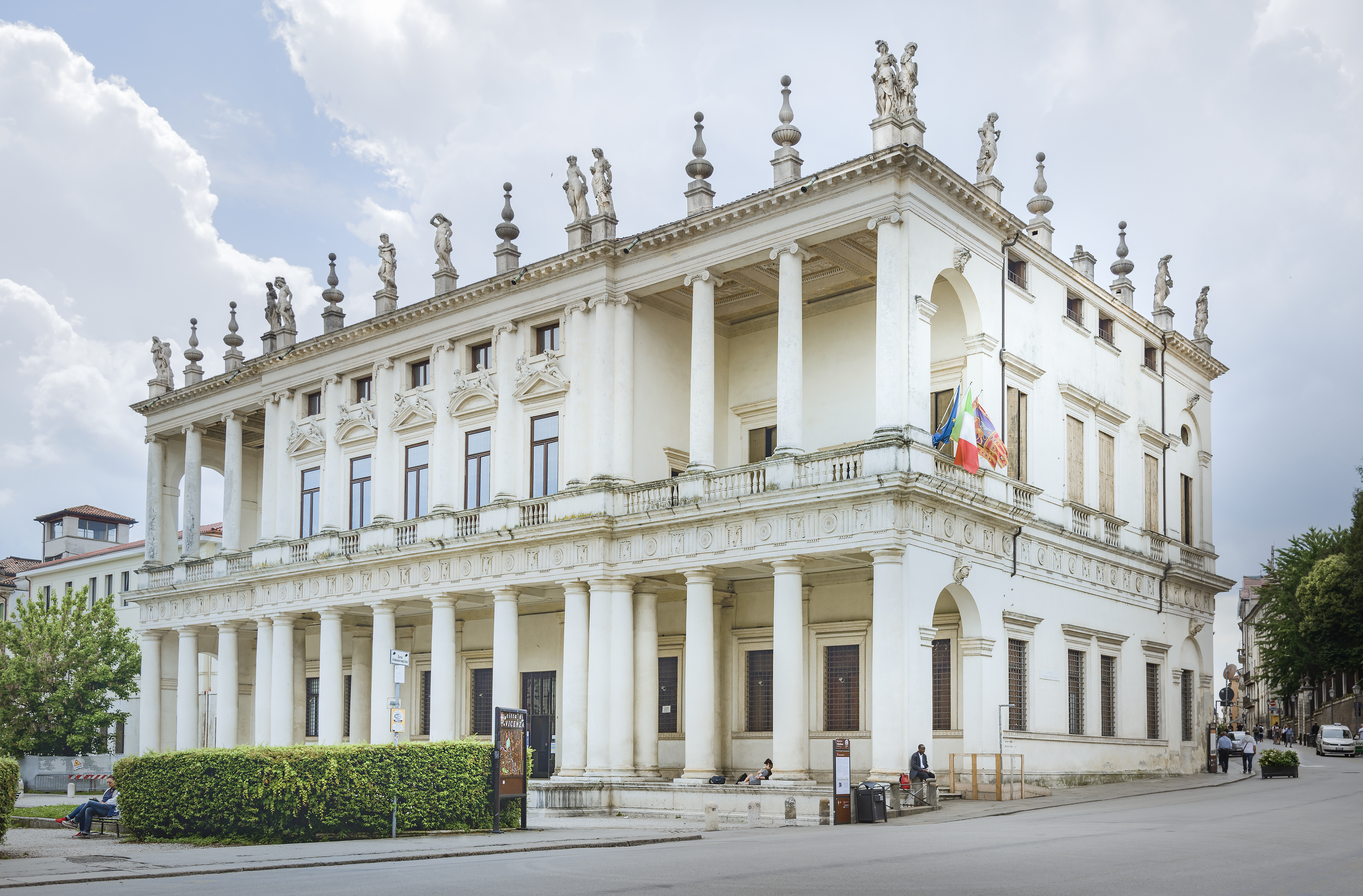
Palazzo Chiericati
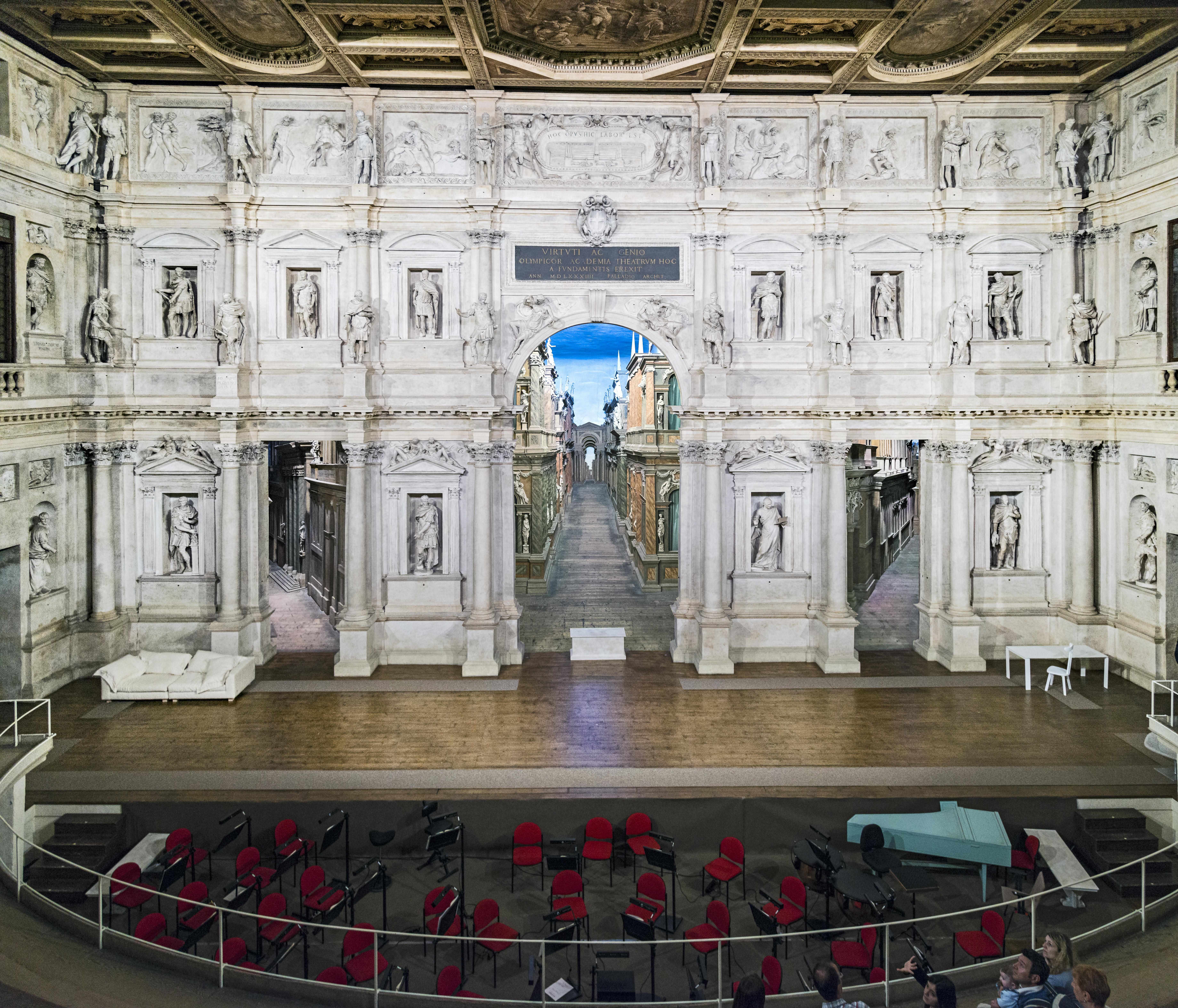
Teatro Olimpico
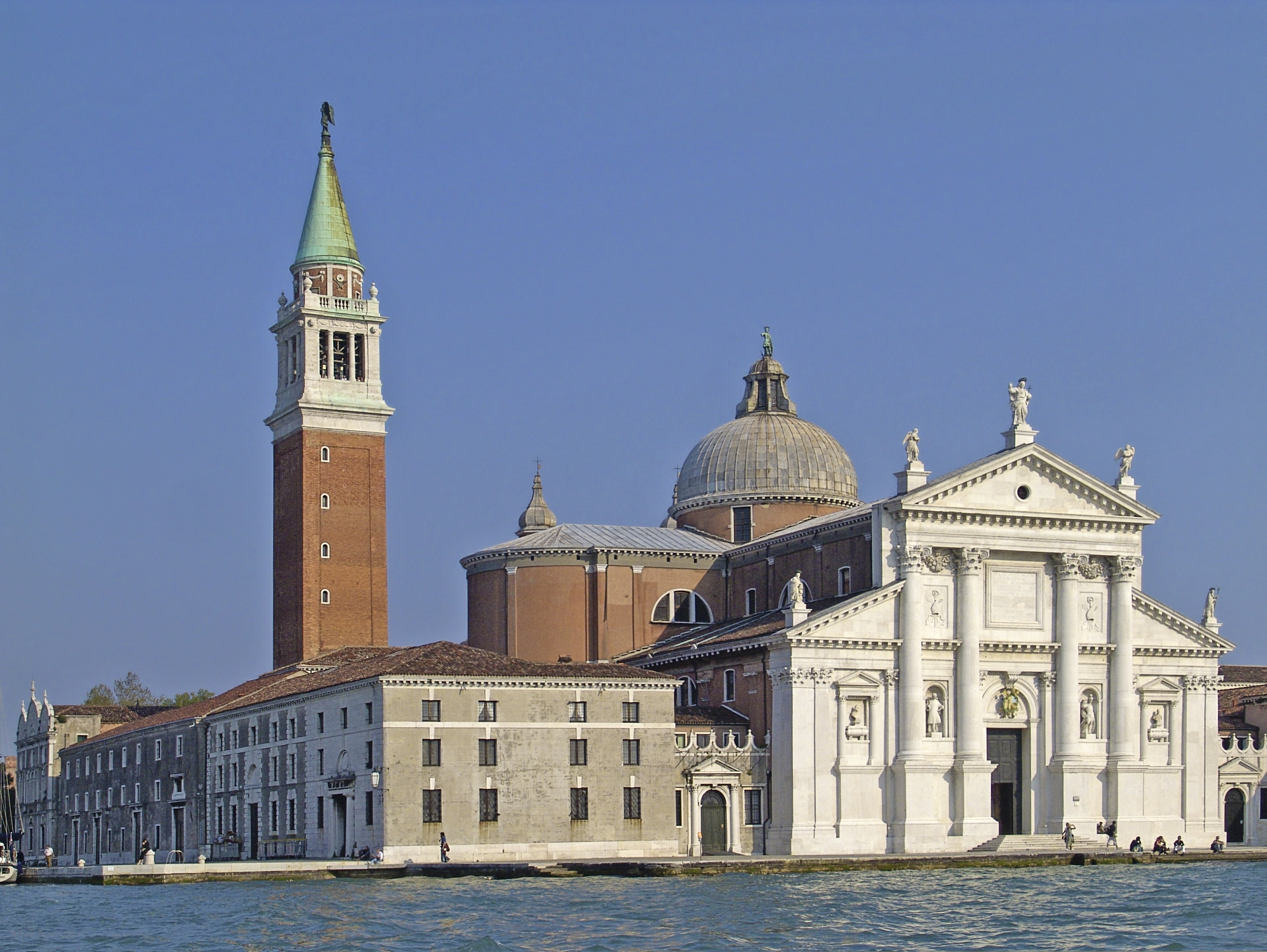
San Giorgio Maggiore